# Prochlorperazin
Prochlorperazin ist ein Dopamin-Rezeptor-Antagonist aus der Gruppe der Phenothiazine, der vorwiegend gegen Übelkeit und Erbrechen (als Antiemetikum) und bei Migräne, seltener als Antipsychotikum eingesetzt wird.

## Indikationen
Prochlorperazin wird als Antiemetikum zur Behandlung (und Prophylaxe) von Übelkeit und Erbrechen, als Neuroleptikum zur Behandlung von Schizophrenie und Angststörungen sowie zur Migräne-Behandlung eingesetzt.

## Neben- und Wechselwirkungen
Das Medikament darf beispielsweise nicht gleichzeitig mit Astemizol, Cisaprid und Terfenadin eingesetzt werden.

## Handelsnamen
Monopräparate: Compazine (USA), Stemetil 